# Santuario di Nostra Signora dell'Ulivo
Il santuario di Nostra Signora dell'Ulivo è un luogo di culto cattolico situato nell'omonima località nel comune di Brugnato, in provincia della Spezia.

## Storia e descrizione
Situato su un colle al di fuori del centro abitato, la sua fondazione avvenne, come sostengono alcune fonti storiche, ad opera dei monaci dell'abbazia brugnatese di San Colombano.
L'attuale struttura dell'edificio risale al XVIII secolo dopo vari ampliamenti e rifacimenti nei secoli precedenti. Al suo interno, ad unica navata, è un affresco raffigurante la Madonna col Bambino e i santi Pietro e Lorenzo.
Il dipinto della Vergine con in grembo il Bambino del pittore Vincenzo Comaschi di Lucca e datato al 1821, precedentemente conservato nel santuario, è attualmente esposto in cattedrale.
La festività della Madonna dell'Ulivo è celebrata dagli abitanti il Lunedì dell'Angelo.